# 菲利普·佩蒂特
菲利普·佩蒂特（Philip Noel Pettit，1945年—）是一位爱尔兰道德哲学家和政治理论家。他是普林斯顿大学劳伦斯·洛克菲勒大学政治与人类价值理论教授，也是澳大利亚国立大学杰出大学哲学教授。

## 简介
他曾任都柏林大学学院的讲师、剑桥大学三一学院的研究员和布拉德福德大学教授。任哥伦比亚大学哲学客座教授五年后，他曾在澳大利亚国立大学社会科学研究学院担任社会和政治理论教授多年，然后搬到普林斯顿大学。
他获得了爱尔兰国立大学的荣誉博士学位，曾是多伦多大学研究生学术会议的主旨发言人。
2009年当选美国文理科学院院士，他也是古根海姆学者。

## 哲学观点
佩蒂特为政治哲学中的一种公民共和主义辩护。他的著作《共和主义：自由与政府理论》为何塞·路易斯·罗德里格斯·萨帕特罗领导下的西班牙政治改革提供了根本理由。佩蒂特在与何塞·路易斯·马蒂合着的《公共生活中的政治哲学：萨帕特罗西班牙的公民共和主义》中详细介绍了他与萨帕特罗的关系。
佩蒂特认为，在思考一个哲学领域的问题时所学到的经验教训通常构成了针对完全不同领域面临的问题的现成解决方案。他在心灵哲学中捍卫的观点产生了他为形而上学中关于自由意志本质的问题和社会科学哲学中的问题提供的解决方案，而这些反过来又产生了他对哲学问题提供的解决方案。发表在《共同思想：菲利普·佩蒂特哲学的主题》（牛津大学出版社，2007年）上的一系列批评文章反应了其思想。